# Elisabeth Ohms
Elisabeth Ohms (Arnhem, 17 de maig de 1888 - Marquartstein, 16 d'octubre de 1974) fou una soprano holandesa.
El seu pare, Hendrikus Johannes Ohms, i la seva mare, Antonia Cornelia Berendina van Heumen, es van casar a Arnhem el 1884. Després de graduar-se als dinou anys al Conservatori d'Amsterdam i després acabar la formació a Frankfurt, va actuar en concerts sota la direcció de Willem Mengelberg a Mainz el 1921. Dos anys més tard, el 1923, es va incorporar a l’Staatsoper de Munic, que es convertiria en el centre de la seva activitat artística. Aquell mateix any, va rebre el títol de Kammersängerin i va contraure matrimoni amb l’escenògraf muniquès Leo Pasetti.
La Temporada 1930-1931 va cantar al Gran Teatre del Liceu de Barcelona, moment en què era considerada una de les cantants més destacades del moment.